# Eparchia Thuckalay
Eparchia Thuckalay – eparchia Kościoła katolickiego obrządku syromalabarskiego w Indiach. Została utworzona w 1996 z terenu archieparchii Changanacherry. 

## Ordynariusze
- George Alencherry (1996–2011)
- George Rajendran Kuttinadar, S.D.B., od 2012